# Division 2 1975/76
Die Division 2 1975/76 war die 37. Austragung der zweithöchsten französischen Fußballliga. Es handelte sich seit 1970 um eine offene Meisterschaft mit Profis und Amateuren. Zweitligameister wurde SC de l’Ouest Angers.

## Vereine
Teilnahmeberechtigt waren die 27 Vereine, die nach der vorangegangenen Spielzeit weder in die erste Division auf- noch in die dritte Liga (National) abgestiegen waren; dazu kamen drei Erstligaabsteiger und sechs Aufsteiger aus der National. Diese 36 Teilnehmer spielten in zwei überwiegend nach regionalen Gesichtspunkten eingeteilten Gruppen (eine mit Mannschaften aus dem Norden und Westen sowie eine mit Teams aus dem Süden und Osten).
Somit spielten in dieser Saison folgende Mannschaften um die Meisterschaft der Division 2: Aufsteiger Absteiger
- Gruppe A: US Dunkerque, SC Hazebrouck, US Grand Boulogne, SC Amiens, der umbenannte CS Sedan-Mouzon, FC Rouen, Aufsteiger SM Caen, Paris FC, Aufsteiger USM Malakoff, Entente Bagneaux-Fontainebleau-Nemours, Stade Laval, Absteiger Stade Rennes, Stade Brest, FC Lorient, Aufsteiger SO Cholet, FC Tours, LB Châteauroux, AS Angoulême
- Gruppe B: EAC Chaumont, SAS Épinal, Aufsteiger SR Saint-Dié, FC Mulhouse, Racing Club Franc-Comtois Besançon, FC Gueugnon, AJ Auxerre, Aufsteiger JGA Nevers, EDS Montluçon, Absteiger Red Star FC, Absteiger SCO Angers, US Toulouse, AS Béziers, FC Sète, FC Martigues, SC Toulon, AS Cannes, Aufsteiger Gazélec FC Ajaccio

Aufstiegsberechtigt waren die jeweiligen Gruppenersten sowie der Gewinner der Play-offs zwischen den beiden Zweitplatzierten. Eine Relegation zwischen den am schlechtesten platzierten Erstligisten, die nicht direkt abstiegen, und den besten, nicht direkt aufstiegsberechtigten Zweitligisten gab es auch diesmal nicht.

## Saisonverlauf
Jede Mannschaft trug gegen jeden Gruppengegner ein Hin- und ein Rückspiel aus, einmal vor eigenem Publikum und einmal auswärts. Es galt die Zwei-Punkte-Regel; bei Punktgleichheit gab die Tordifferenz, danach, falls auch diese – wie in dieser Saison zwischen Martigues und Besançon – identisch war, die höhere Zahl geschossener Treffer und schließlich – wie bei Béziers und Auxerre der Fall – die größere Zahl von Bonuspunkten den Ausschlag für die Platzierung. Einen zusätzlichen Bonuspunkt erhielt jede Mannschaft unabhängig vom Spielausgang für jedes Spiel, in dem sie mindestens drei Tore geschossen hatte, ebenso für jeden Sieg mit zwei oder mehr Treffern Unterschied; dadurch sollte der Angriffsfußball gefördert werden. Da diese Regelung über drei Jahre aber keinen signifikanten Erfolg nach sich gezogen hatte, wurde sie zur folgenden Spielzeit wieder aufgegeben.
In Frankreich wird bei der Angabe des Punktverhältnisses ausschließlich die Zahl der Pluspunkte genannt; hier geschieht dies in der in Deutschland zu Zeiten der 2-Punkte-Regel üblichen Notation.
Die drei Absteiger aus der ersten Division besetzten in beiden Gruppen die Tabellenspitze, wobei in Gruppe B der Vorsprung von Angers und Red Star auf die Verfolger nur aufgrund der Bonuspunkte deutlich ausfiel, während sich in Gruppe A Rennes – wie auch Laval – auch ohne diesen Bonus deutlich von den Konkurrenten abgesetzt hatten. Von den sechs Aufsteigern aus der dritten Liga musste die Hälfte sofort wieder dorthin zurückkehren; am besten von ihnen platzierte sich Caen, das Sechster in seiner Staffel der Division 2 wurde. Über den Abstieg von Sedan und Mulhouse entschied am Ende lediglich ihre jeweils schwache Tordifferenz.
In den 612 Begegnungen wurden 1660 Treffer erzielt; das entspricht einem Mittelwert von 2,71 Toren je Spiel. Erfolgreichste Torschützen waren in Gruppe A Boidar Antić (Caen) mit 22 und in Gruppe B Marc Berdoll (Angers) mit 25 Treffern, der damit die Liga-Torjägerkrone gewann. Zur folgenden Spielzeit kamen mit AS Monaco, Racing Strasbourg und Olympique Avignon drei Absteiger aus der Division 1 hinzu; aus der dritthöchsten Liga stiegen sechs Mannschaften direkt auf, von denen drei (Stade Quimper, FC Bourges, AC Arles) bereits Erfahrungen auf diesem Liganiveau besaßen, während der Aufstieg für US Nœux-les-Mines, Amicale Lucé und US Tavaux-Damparis eine Premiere bedeutete.

## Abschlusstabellen

### Gruppe A
| Pl. | Verein                   | Sp. | S  | U  | N  | Tore    | Diff. | Punkte | Bonus | Gesamt |
| --- | ------------------------ | --- | -- | -- | -- | ------- | ----- | ------ | ----- | ------ |
| 1.  | Stade Rennes (A)         | 34  | 22 | 6  | 6  | 082:320 | +50   | 50:18  | 10    | 60     |
| 2.  | Stade Laval              | 34  | 21 | 8  | 5  | 071:280 | +43   | 50:18  | 7     | 57     |
| 3.  | FC Lorient               | 34  | 15 | 9  | 10 | 055:360 | +19   | 39:29  | 6     | 45     |
| 4.  | FC Rouen                 | 34  | 17 | 2  | 15 | 060:480 | +12   | 36:32  | 9     | 45     |
| 5.  | SC Amiens                | 34  | 15 | 8  | 11 | 047:420 | +5    | 38:30  | 6     | 44     |
| 6.  | SM Caen (N)              | 34  | 16 | 8  | 10 | 054:480 | +6    | 40:28  | 3     | 43     |
| 7.  | SC Hazebrouck            | 34  | 12 | 12 | 10 | 042:340 | +8    | 36:32  | 4     | 40     |
| 8.  | LB Châteauroux           | 34  | 13 | 12 | 9  | 029:240 | +5    | 38:30  | 0     | 38     |
| 9.  | FC Tours                 | 34  | 14 | 7  | 13 | 047:470 | ±0    | 35:33  | 3     | 38     |
| 10. | AS Angoulême             | 34  | 13 | 6  | 15 | 051:540 | −3    | 32:36  | 3     | 35     |
| 11. | US Dunkerque             | 34  | 10 | 11 | 13 | 038:460 | −8    | 31:37  | 3     | 34     |
| 12. | Paris FC                 | 34  | 13 | 3  | 18 | 047:530 | −6    | 29:39  | 4     | 33     |
| 13. | EB Fontainebleau-Nemours | 34  | 9  | 11 | 14 | 042:510 | −9    | 29:39  | 1     | 30     |
| 14. | US Grand Boulogne        | 34  | 12 | 5  | 17 | 037:480 | −11   | 29:39  | 1     | 30     |
| 15. | Stade Brest              | 34  | 9  | 11 | 14 | 034:570 | −23   | 29:39  | 0     | 29     |
| 16. | CS Sedan-Mouzon          | 34  | 8  | 9  | 17 | 043:750 | −32   | 25:43  | 4     | 29     |
| 17. | SO Cholet (N)            | 34  | 9  | 7  | 18 | 038:580 | −20   | 25:43  | 3     | 28     |
| 18. | USM Malakoff (N)         | 34  | 9  | 3  | 22 | 031:670 | −36   | 21:47  | 2     | 23     |

Platzierungskriterien: 1. Punkte – 2. Tordifferenz – 3. geschossene Tore

| (A) | Absteiger aus der Division 1 1974/75 |
| (N) | Neuaufsteiger                        |

### Gruppe B
| Pl. | Verein                 | Sp. | S  | U  | N  | Tore    | Diff. | Punkte | Bonus | Gesamt |
| --- | ---------------------- | --- | -- | -- | -- | ------- | ----- | ------ | ----- | ------ |
| 1.  | SCO Angers (A)         | 34  | 18 | 8  | 8  | 069:400 | +29   | 44:24  | 9     | 53     |
| 2.  | Red Star FC (A)        | 34  | 18 | 6  | 10 | 051:250 | +26   | 42:26  | 8     | 50     |
| 3.  | SC Toulon              | 34  | 17 | 8  | 9  | 050:310 | +19   | 42:26  | 3     | 45     |
| 4.  | AS Cannes              | 34  | 16 | 9  | 9  | 047:310 | +16   | 41:27  | 2     | 43     |
| 5.  | FC Gueugnon            | 34  | 15 | 10 | 9  | 037:310 | +6    | 40:28  | 2     | 42     |
| 6.  | US Toulouse            | 34  | 13 | 11 | 10 | 062:530 | +9    | 37:31  | 3     | 40     |
| 7.  | FC Martigues           | 34  | 14 | 9  | 11 | 047:410 | +6    | 37:31  | 3     | 40     |
| 8.  | Racing FC Besançon     | 34  | 14 | 9  | 11 | 046:400 | +6    | 37:31  | 3     | 40     |
| 9.  | AJ Auxerre             | 34  | 13 | 11 | 10 | 044:360 | +8    | 37:31  | 2     | 39     |
| 10. | AS Béziers             | 34  | 13 | 9  | 12 | 044:380 | +6    | 35:33  | 4     | 39     |
| 11. | Gazélec FC Ajaccio (N) | 34  | 13 | 6  | 15 | 044:480 | −4    | 32:36  | 4     | 36     |
| 12. | SAS Épinal             | 34  | 10 | 8  | 16 | 044:520 | −8    | 28:40  | 4     | 32     |
| 13. | EAC Chaumont           | 34  | 9  | 12 | 13 | 041:560 | −15   | 30:38  | 2     | 32     |
| 14. | SR Saint-Dié (N)       | 34  | 11 | 8  | 15 | 036:530 | −17   | 30:38  | 2     | 32     |
| 15. | FC Sète                | 34  | 8  | 12 | 14 | 044:430 | +1    | 28:40  | 3     | 31     |
| 16. | FC Mulhouse            | 34  | 12 | 5  | 17 | 041:630 | −22   | 29:39  | 2     | 31     |
| 17. | EDS Montluçon          | 34  | 8  | 9  | 17 | 036:570 | −21   | 25:43  | 2     | 27     |
| 18. | JGA Nevers (N)         | 34  | 6  | 6  | 22 | 029:740 | −45   | 18:50  | 1     | 19     |

Platzierungskriterien: 1. Punkte – 2. Tordifferenz – 3. geschossene Tore

| (A) | Absteiger aus der Division 1 1974/75 |
| (N) | Neuaufsteiger                        |

## Ermittlung des Meisters
Die beiden Gruppensieger trafen in Hin- und Rückspiel aufeinander, um den diesjährigen Meister der Division 2 zu ermitteln. Dabei setzte der SCO Angers sich sowohl vor eigenem Publikum (3:2) als auch auswärts (6:4) gegen Stade Rennes durch und sicherte sich somit den Meistertitel.
| Gruppe B   | Gesamt | Gruppe A     | Hinspiel | Rückspiel |
| ---------- | ------ | ------------ | -------- | --------- |
| SCO Angers | 9:6    | Stade Rennes | 3:2      | 6:4       |

## Relegation
Nach dem gleichen Modus kämpften die beiden Gruppenzweiten um einen weiteren Aufstiegsplatz in die höchste Spielklasse, und auch hierbei gewann mit Stade Laval eine Mannschaft beide Begegnungen (2:1 und 1:0 gegen Red Star FC aus Saint-Ouen). Damit gelang Laval zum ersten Mal in seiner Vereinsgeschichte der Aufstieg in die erste Liga.
| Gruppe A    | Gesamt | Gruppe B    | Hinspiel | Rückspiel |
| ----------- | ------ | ----------- | -------- | --------- |
| Stade Laval | 3:1    | Red Star FC | 2:1      | 1:0       |